# Manuel Concha Martínez
Manuel René Concha Martínez (Santiago, 1939) es un ingeniero militar y político chileno, que se desempeñó como subsecretario de Economía, Fomento y Reconstrucción (1983-1984), subsecretario de Hacienda (1984-1987), ministro de Economía, Fomento y Reconstrucción (1987-1989); y presidente del Banco Central (abril-diciembre de 1989), durante la dictadura militar del general Augusto Pinochet. Como militar estuvo ligado en forma permanente al equipo económico civil del régimen de Pinochet. Ha sido identificado como seguidor de la política gremialista de la Unión Demócrata Independiente (UDI).
Es hijo de Manuel Concha Mora y Claudina Martínez Roy. Está casado desde 1962 con Marta Rojas Alzamora.